# Ninne Olsson
Ninne Olsson (* 1945 in Helsingborg als Ingrid Olsson) ist eine schwedische Dramatikerin, Regisseurin und Theaterleiterin.

## Leben und Werk
Ninne Olsson ließ sich zunächst zur Journalistin ausbilden und arbeitete für verschiedene schwedische Tageszeitungen, unter anderem für Helsingborgs Dagblad und Expressen. Anschließend studierte sie Drama, Theater und Film an der Universität Lund. 1973 gründete sie ebenfalls in Lund die Musiktheatergruppe Oktober, die sich kurz darauf in Malmö ansiedelte. 1978 nahm das Theater ein Angebot der Stadt Södertälje an, sich dort als kommunale Institution zu etablieren. Bis heute ist Ninne Olsson künstlerische Leiterin, Hausautorin und Regisseurin des Theaters.
Für das Oktoberteatern, wie die Bühne seit 1978 offiziell heißt, schrieb Ninne Olsson eine Reihe von Dramen für Kinder und Erwachsene. Sie integrierte aramäische und finnische Amateurschauspieler an ihrem Haus und entwickelte eigene Stücke mit ihnen, die unter anderem vom Alltag in der multikulturellen Gesellschaft handeln. Einige der Produktionen des Oktoberteatern wurden verfilmt und im Schwedischen Fernsehen gezeigt. Der Film Sven Klangs kvintett (Das Sven-Klang-Quintett) aus dem Jahr 1976 über eine Tanzband im Schweden der fünfziger Jahre gewann einen Guldbagge, den nationalen Filmpreis Schwedens (Spezialpreis der Jury für das gesamte Team). Bei der Verfilmung des Kindertheaterstücks Prins Hatt under jorden (1980; Prinz Hut unter der Erde) auf der Grundlage eines Volksmärchens führte sie zusammen mit Peter Hald Regie. Zu den weiteren Produktionen, die im Fernsehen zu sehen waren, zählen Bouncers! (2000) und Vi har suttit på Molières stol (2005; Wir haben auf Molières Stuhl gesessen).
Einige der Theatertexte Ninne Olssons, vor allem für Kinder und Jugendliche, sind in mehrere Sprachen übersetzt worden. Eine deutsche Version von Prins Hatt under jorden erschien 1982 unter dem Titel Der verzauberte Prinz. Ihr Stück Ont i magen (deutsche Fassung unter dem Titel Bauchschmerzen, 1989) wurde an mehreren deutschsprachigen Theatern aufgeführt.
Neben ihren Bühnenarbeiten veröffentlichte Ninne Olsson auch Prosabücher für ein junges Publikum. Ihr Roman Lilian och jag (1999; Lilian und ich) wurde für den August-Preis, den renommiertesten schwedischen Literaturpreis, nominiert. In ihrem Heimatland wurde Ninne Olsson außerdem als Texterin von Liedern bekannt, die sie für verschiedene schwedische Interpreten verfasste.

## Auszeichnungen
Ninne Olsson wurde für ihre Arbeit mehrfach ausgezeichnet. Unter anderem erhielt sie das Allan-Edwall-Stipendium der Schwedischen Theaterakademie und das Stipendium der Schwedischen Akademie.